# ヒメウズ
ヒメウズ（姫烏頭、学名：Semiaquilegia adoxoides (DC.) Makino）はキンポウゲ科に属する多年草。オダマキ属に含めることがある。畑や人家周辺から山間部まで広く見られる。

## 特徴

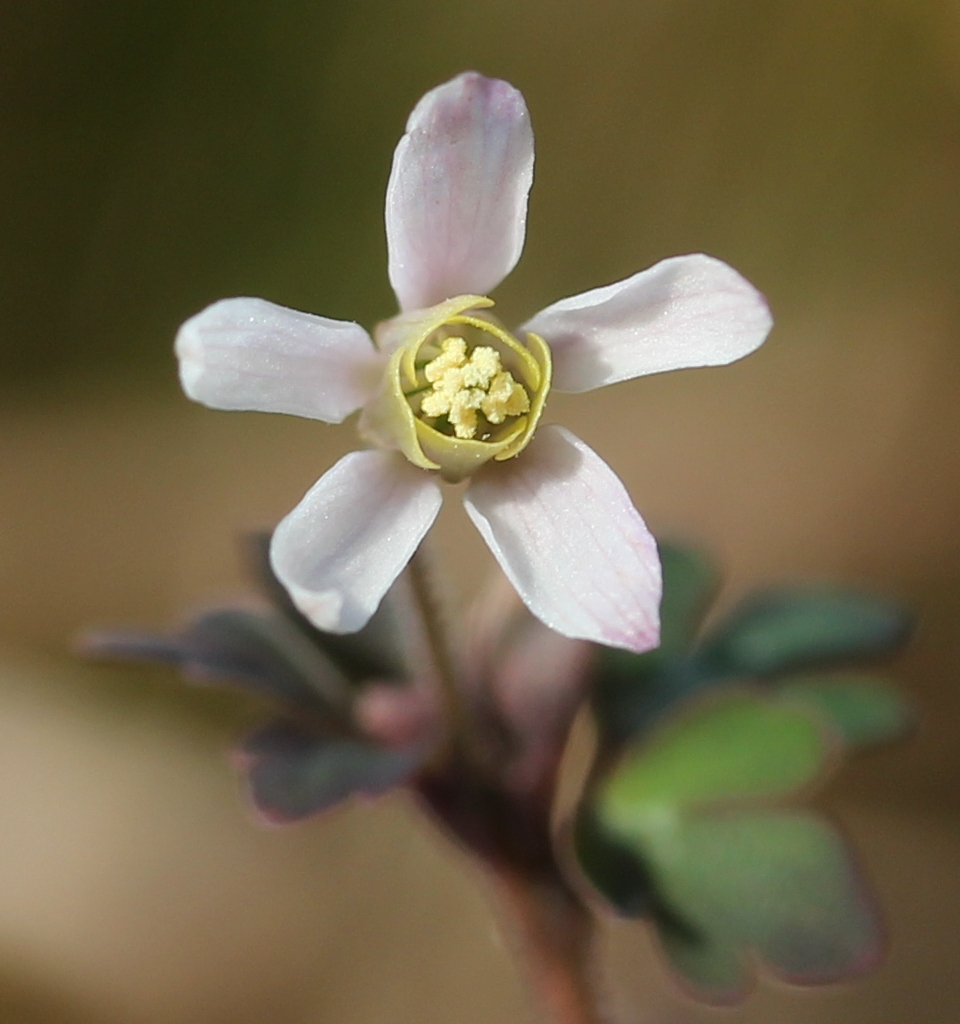
花

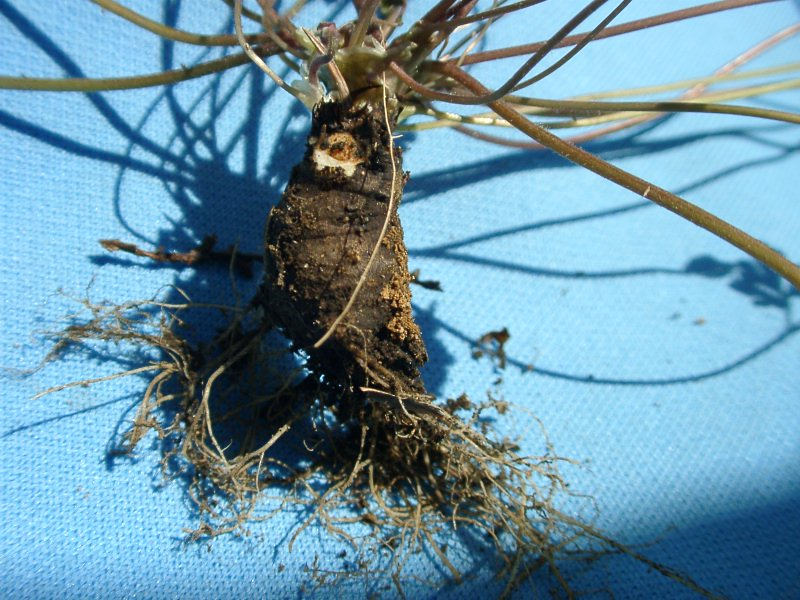
塊茎

繊細な多年草で、地下に塊状の地下茎（塊茎）を作る。塊茎は楕円っぽい不定形でその先端から根出葉と花茎を出す。よく育つと枝分かれして増える。
地上の植物体は草丈が10-30cm、花茎が根出葉より高く伸びる。根出葉は1回3出複葉、長い葉柄は表面に細かな毛があり、基部は寝ても次第に立って先端の葉身は水平に近く開く。小葉はそれぞれ2-3に裂け、よく育つとそれぞれが更に裂けるので、2-3回3出複葉になりかけているように見える。葉身全体としてはほぼ円形。葉はつやがなく、柔らかい。また紫色を帯びることが多く、特に裏側は紫っぽくなる。葉の表、小葉の基部近くに白い斑紋が出ることもよくある。
花茎は途中に茎葉をつける。茎葉は基本的には根出葉に似ているが、その基部が茎を抱き、柄が斜めに出る。また上に行くにしたがって小さく、幅狭く、葉柄が短くなる。花茎にも葉柄と同じく細かい毛が密生している。
先端に向けてまばらに枝を出し、花をつける。花は3-5月頃、ややうつむいて咲き、長さ5-6mm、白くて時にやや赤みを差す。花の外から見えるのは、花弁に見えるが実は萼片で、楕円形で五枚、下向きに抱えるように開く。その内側には長さ2.5mmの花弁があり、やや黄色みを帯び、筒状に並ぶ。それらの基部には短いながら距があって萼片の間から上に出る。このような構造はほぼオダマキ属と共通である。
雄しべは9-15、雌蘂は離生して2-5個、棒状。果実は熟すると上を向き、それぞれが内側に向いた真ん中から左右に割れて開き、種子が顔を出す（袋果）。種子は卵形で長さ1mm、黒くて横皺がある。

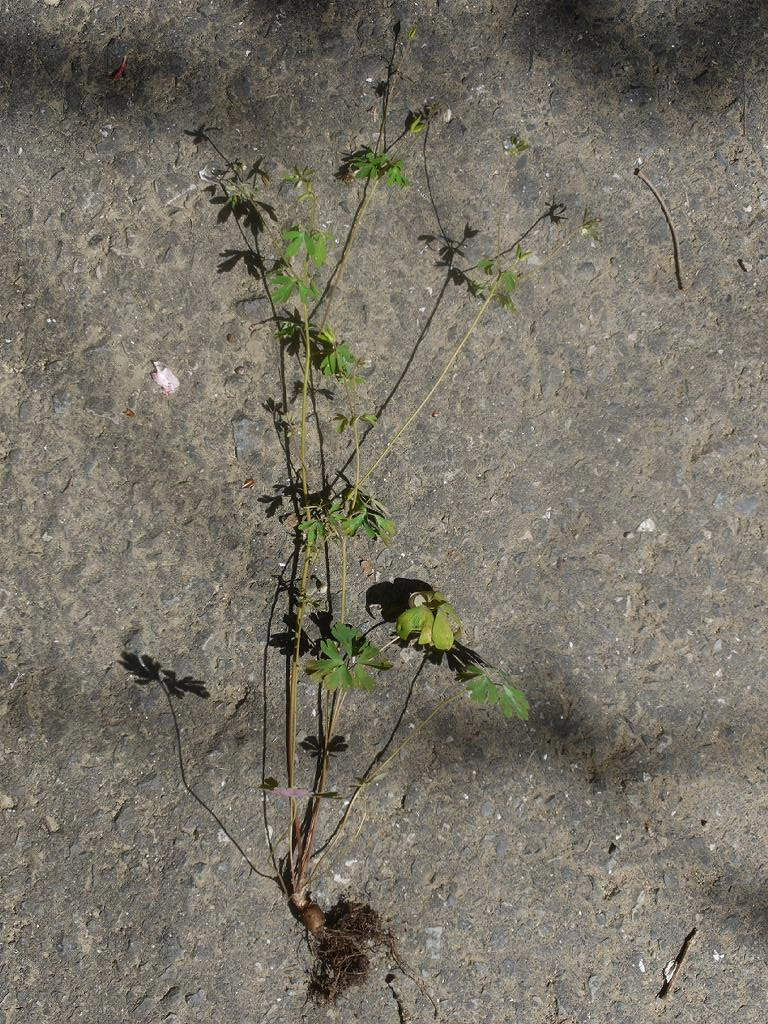
植物体全体
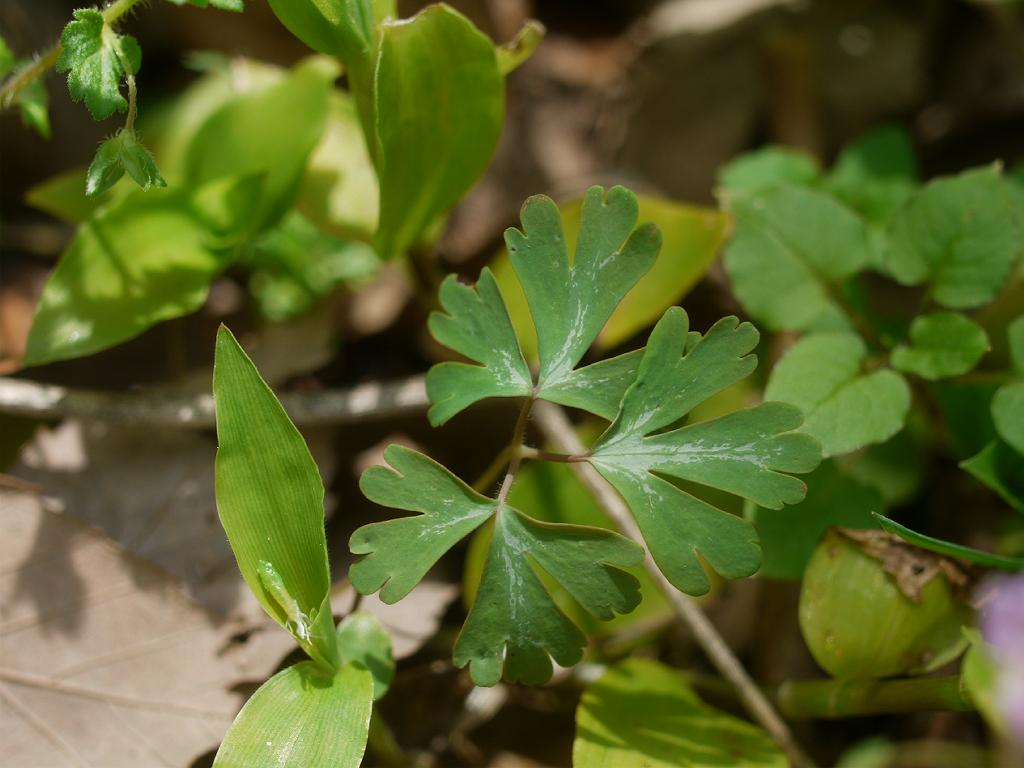
根出葉の葉身
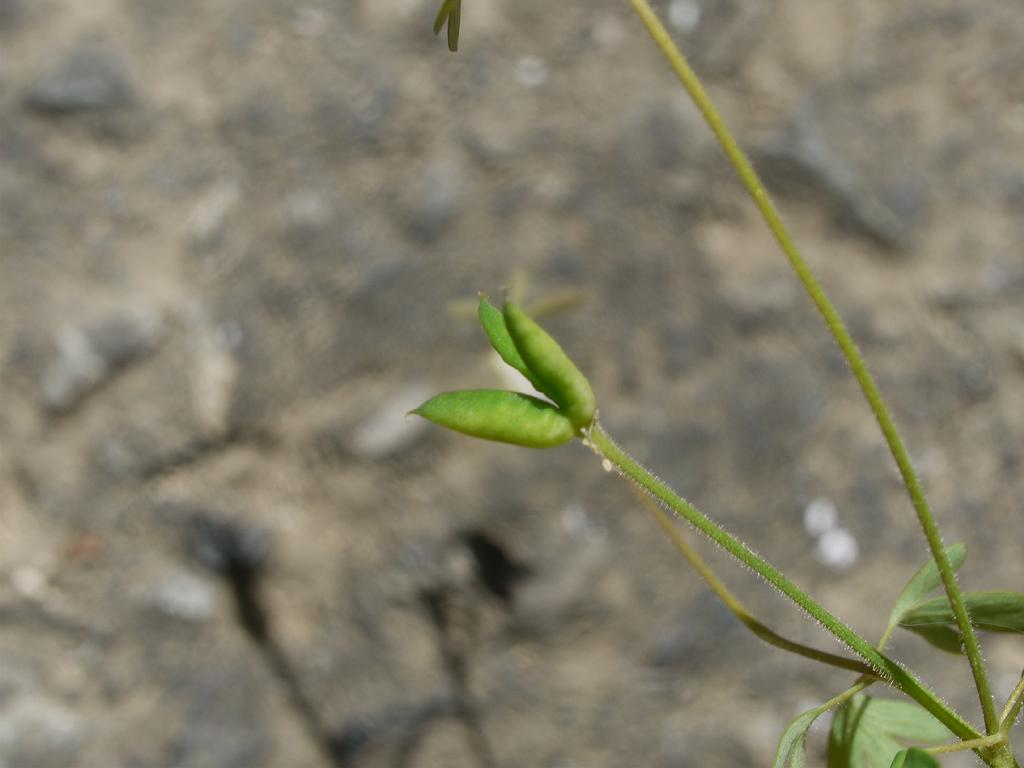
若い果実

## 分布
中国、朝鮮南部、日本に分布する。
日本では関東以西の本州、四国、九州の暖帯域に分布する。人里の畑や道ばた、石垣などに生える雑草。やや湿った日陰、木漏れ日程度のところに多い。人里でなくとも、山間部でも谷筋や林道脇に出現することがある。タニギキョウなどと一緒に見られることもある。

## 利害
漢方では「天葵」と呼び、全草を解熱・利尿に用いる
日本では、木村（1991）に薬用との記述があり、根を中風や疥癬などに用いるとある。しかし多くの薬草図鑑や薬用植物図鑑には記載がない。伊沢（1966）にはこの種に関する記述があるが、薬用部を塊茎としながらも、成分未詳・漢方では使わない・西洋医学では未開発・民間療法も耳にしない、となっている。また、「有毒とされるが未詳」とも書かれている。プロトアネモニンという有毒物質を含むため、基本的に食用にはできない。

## 名称
名前は姫烏頭であり、烏頭（トリカブトのこと）に似て小柄であることによる。また、別名にトンボソウ（蜻蛉草）があり、これは昔の子どもがこの花をトンボ釣りに使ったことによる。なお、標準和名をトンボソウとするものはラン科にある。

## 分類

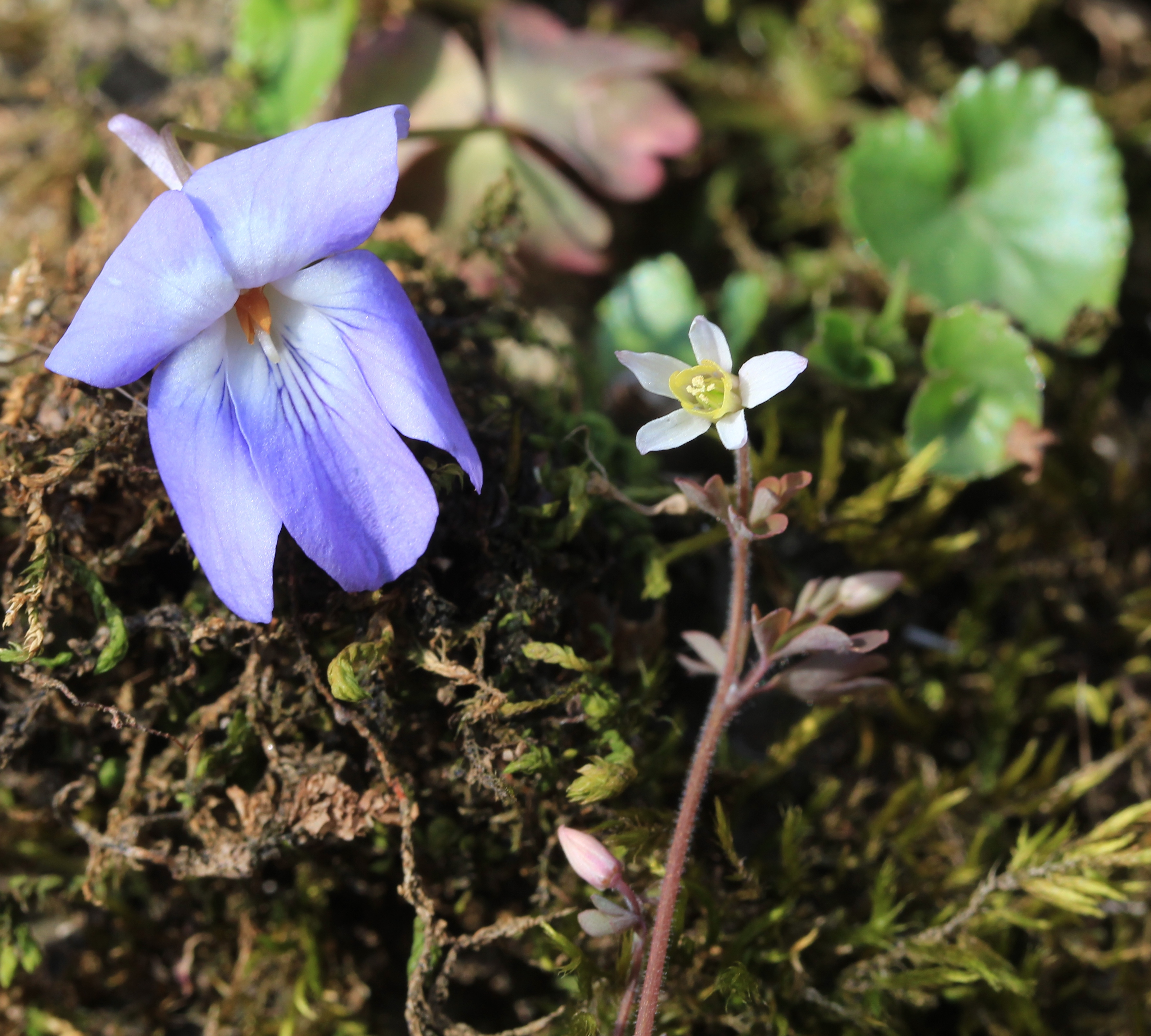
花は小さい
左:タチツボスミレ、右：ヒメウズ

高山植物や観賞用草花としてよく知られるオダマキの類にごく近縁である。その形や花の仕組みもほぼ共通している。しかし、花があまりに小さいため、それは肉眼ではほとんど判断できない範疇であり、観賞価値はないと言っていい。ちなみに独立属とする場合の属名 Semiaquilegia はオダマキ属 Aquilegia に似ているがずっと小さいことに基づく。花の構造などはオダマキ属とほぼ共通であり、この属に含める扱いも多い。その場合の学名は Aquilegia adoxoides (DC.) Ohwi である。しかし距が発達しないことや雌しべの数の不安定なことなどから独立属を認めることも多い。その場合、この属には本種しか含まれない単型属である。なお、フウリンオダマキ Aquilegia ecalcarata は、現在はオダマキ属とされているが、過去にはヒメウズ属とされていたこともあった。そのため、フウリンオダマキの学名を Semiaquilegia ecalcarata とすることもある。
日本にはオダマキ属の植物はあるが、大きさが全く異なり、見誤ることはない。葉質はエンゴサク類にも似ていて、葉だけだと、むしろムラサキケマンの一年目の葉がよく似ている。